# 聶耳人

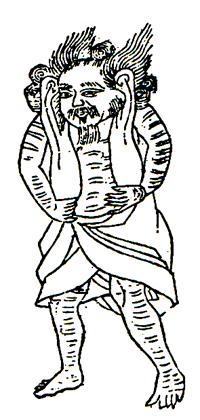
『山海経』より「聶耳国」

聶耳人（じょうじじん、しょうじじん）は、中国に伝わる伝説上の人種である。古代中国では北方に位置する国に棲んでいたとされる。

## 概説
古代中国の地理書『山海経』の海外北経によると、聶耳国は無腸国の東にあり、聶耳人は非常に長い耳をもつ人間の姿をしており、移動をする際はたれさがった両耳を両手で持ちながら歩くという。虎を飼い慣らしているともいう。
『独異志』（巻上）では大耳（だいじ）という国名で紹介されており、非常に大きな耳朶を自身のふとんのようにつかうことも出来るとされる。
類書である王圻『三才図会』では、身体に虎のような模様をもち、その耳は腰のあたりに達するほどに長いとも記されている。日本の『和漢三才図会』や奈良絵本『異国物語』などでもその解説が使われている。

## 聶耳人の登場する作品
『鏡花縁』
聶耳国が旅の途中に舞台として登場する。耳が長いことは長寿の相であるから聶耳人は極めて長生きであろうと思われているが実際は古稀（70歳）まで生きる者もほとんどいないという設定がされている。
遊谷子『異国奇談和荘兵衛』後編（1779年）
和荘兵衛の漂流先として長耳国が登場している。腰に達するほど長い耳をしており、寒い季節には耳を頭巾のようにするなどして寒さを防ぐとされる。
葛飾北斎『北斎漫画』
第3編（1815年）に描かれている。「長耳聶」と書いて「ちょうじ」とよませている。
歌川国芳 朝比奈諸国廻り図（1829年）
朝比奈三郎が出会ったとされるさまざまな異国人物が描かれている錦絵。長耳国という表示の下に描かれている。
河鍋暁斎『朝比奈三郎絵巻』（1868年頃）
暁斎による絵巻物作品。朝比奈が訪れる異国のひとつとして登場している。耳を互いに結んで引っ張り合う耳相撲をして遊ぶすがたなどが工夫され描かれている。

## 類例
ヨーロッパで想像されていた「パノッティ」（Panotti、Panozio）という想像上の異国の種族は、耳がとても大きく垂れているとされている。